# Ukraine Juniors
Das Ukraine Juniors (auch Ukraine Junior International genannt) ist im Badminton die offene internationale Meisterschaft der Ukraine für Junioren und damit das bedeutendste internationale Juniorenturnier der Ukraine. Austragungen sind seit 2010 dokumentiert.

## Sieger
| Saison    | Herreneinzel        | Dameneinzel           | Herrendoppel                            | Damendoppel                             | Mixed                               |
| --------- | ------------------- | --------------------- | --------------------------------------- | --------------------------------------- | ----------------------------------- |
| 2010      | Kyrylo Leonov       | Natalya Voytsekh      | Gennadiy Natarov Artem Pochtarev        | Yuliya Kazarinova Yelyzaveta Zharka     | Gennadiy Natarov Yuliya Kazarinova  |
| 2011      | Kyrylo Leonov       | Viktoriya Gushcha     | Kyrylo Leonov Andriy Zinukhov           | Anastasiya Dmytryshyn Darya Samarchants | Vladimir Nikulov Daria Serebriakova |
| 2012      | Sinan Zorlu         | Neslihan Yiğit        | Yusuf Ramazan Bay Sinan Zorlu           | Cemre Fere Ebru Yazgan                  | Andriy Lachkov Darya Samarchants    |
| 2013      | Andriy Zinukhov     | Alina Davletova       | Sergey Molodov Vladislav Soloviev       | Alina Davletova Anastasia Ronzhina      | Rodion Alimov Alina Davletova       |
| 2014      | Oleksandr Shmundiak | Maryna Iljinska       | Oleksandr Shmundiak Vladyslav Stepanets | Maryna Iljinska Anna Mikhalkova         | Oleksandr Shmundiak Maryna Iljinska |
| 2016      | Danylo Bosniuk      | Maryna Iljinska       | Ivan Medynskiy Kyrylo Shchur            | Anastassija Prosorowa Walerija Rudakowa | Danylo Bosniuk Maryna Iljinska      |
| 2017      | Danylo Bosniuk      | Maria Delcheva        | Danylo Bosniuk Danylo Shevchenko        | Maria Delcheva Hristomira Popovska      | Danylo Bosniuk Yevgeniya Paksyutova |
| 2018      | Danylo Bosniuk      | Vaishnavi Reddy Jakka | Glib Beketov Mykhaylo Makhnovskiy       | Anastassija Prosorowa Walerija Rudakowa | Danylo Bosniuk Valyeriya Masaylo    |
| 2019      | Andrei Don          | Polina Buhrova        | Oleg Amosov Danylo Shevchenko           | Polina Tkach Olga Tykhorskaya           | Viacheslav Yakovlev Polina Tkach    |
| 2020      | nicht ausgetragen   | nicht ausgetragen     | nicht ausgetragen                       | nicht ausgetragen                       | nicht ausgetragen                   |
| 2021      | Viacheslav Yakovlev | Polina Buhrova        | Viacheslav Yakovlev Nikita Yeromenko    | Polina Buhrova Maryja Stoljarenko       | Viacheslav Yakovlev Polina Tkach    |
| 2022 2024 | nicht ausgetragen   | nicht ausgetragen     | nicht ausgetragen                       | nicht ausgetragen                       | nicht ausgetragen                   |